# Mezinárodní federace kolečkových sportů
Mezinárodní federace kolečkových sportů (FIRS, francouzsky Fédération Internationale de Roller Sports, anglicky International Federation of Roller Sports)
je světová sportovní organizace, zastřešující kolečkové sporty.

## Přehled sportů
- Hokej na kolečkových bruslích (roll hokej, hokej na kolečkových bruslích, kolečkový hokej)
- inline hokej (kolečkový inline hokej)
- inline rychlobruslení
- kolečkové krasobruslení
- skateboarding
- freestyle bruslení
- inline bruslení z kopce
- inline slalom (inline alpin)

Federace byla založena v roce 1924 v Montreux ve Švýcarsku a sdružuje 116 národních
svazů. V roce 2011 jí předsedal Ital Sabatino Aracu.

## Působnost
1. Správa a direktivy (řízení)
2. Organizace mezinárodních soutěží
3. Rozvoj hnutí kolečkových sportů po celém světe
4. Podpora

## Autorita
Její autoritu uznávají tyto mezinárodní organizace:
- Mezinárodní olympijský výbor (MOV)
- SportAccord, do roku 2009 Generální asociace mezinárodních sportovních federací (GAISF)
- Mezinárodní asociace Světových her (IWGA)
- Panamerická sportovní organizace (PASO)

## Kontinentální organizace
Spadá pod ni 5 kontinentálních konfederací:
- Africká konfederace kolečkového bruslení (ACSRS)
- Panamerická konfederace kolečkových sportů (CPRS)
- Asijská konfederace kolečkových sportů (CARS)
- Evropská konfederace kolečkového bruslení (CERS)
- Oceánská konfederace kolečkových sportů (OCRS)

Každá z kontinentálních konfederací organizuje své vlastní mezinárodní akce.

## Technické výbory
Součástí FIRS jsou 4 technické výbory:
- Mezinárodní výbor kolečkového hokeje (CIRH)
- Mezinárodní výbor inline hokeje (CIRILH)
- Mezinárodní výbor kolečkového krasobruslení (CIPA)
- Mezinárodní výbor kolečových závodů (CIC)